# Акопов, Артём Тигранович
Артём Тигранович Акопов (10 апреля 1905, Карс, Карсская область, Российской империи —?) — украинский советский художник-график, иллюстратор, плакатист, карикатурист. 
В 1930 году окончил Киевский художественный институт, ученик Антона Середы, Василия Касияна и Алексея Усачёва.
С 1941 года участвовал в Великой Отечественной войне. Служил художником фронтовой печати до дня Победы. Во время войны создал множество карикатур и рисунков для газет.
Член ВКП(б) с 1944 года.

## Творчество

Плакат: «Молодёжь, овладевай мотоспортом — готовься к обороне СССР»

Работал в области сатирического рисунка и плаката, книжной и станковой графики, иллюстрировал и оформлял книги, занимался рекламной графикой. Среди лучших его плакатов:
- «Молодёжь, овладевай мотоспортом — готовься к обороне СССР»;
- «Сквозь слезы»;
- "Хлеб" (1929—1934).